# Bosquentin
Bosquentin é uma comuna francesa na região administrativa da Normandia, no departamento de Eure. Estende-se por uma área de 7,2 km². Em 2010 a comuna tinha 123 habitantes (densidade: 17,1 hab./km²).